# Mia Nygren
Mia Nygren est un mannequin et une actrice suédoise née en 1960 essentiellement connue pour avoir interprété le rôle-titre d'Emmanuelle 4.

## Biographie
Mia Nygren mène au début des années 1980 une carrière internationale de mannequin. En août 1980, elle fait la couverture de l'édition américaine du magazine L'Officiel.
En 1983, elle succède à Sylvia Kristel dans Emmanuelle 4. Cette production d'Alain Siritzky est réalisée par Francis Leroi et Iris Letans. Elle donne la réplique à Patrick Bauchau et à Fabrice Luchini. L'affiche du film représente Mia Nygren dans le fauteuil en rotin consacré par sa devancière.
L'actrice débutante est brusquement surexposée. Le magazine VSD présente « la Nouvelle Emmanuelle » aux lecteurs français dans son numéro 312. Elle s'affiche à la une de la presse de charme du monde entier. Elle fait notamment la couverture de Lui, d' Aktueel aux Pays-Bas, de High Society en Allemagne, d' Albo Blitz en Italie et apparaît dans Penthouse et Playboy aux États-Unis. Le Japonais Hogara Iketani lui consacre un photobook,.
La carrière cinématographique de Mia Nygren sera particulièrement éphémère. Le personnage d'Emmanuelle restera toujours associé à Sylvia Kristel qui souhaitait pourtant s'en détacher. En 1987, c'est l'Américaine Monique Gabrielle qui reprend le rôle.
Mia Nygren revient seulement au cinéma en 1988 pour tenir le rôle principal dans un thriller érotique allemand, Plaza Real, réalisé par Herbert Vesely dans lequel elle a Jon Finch et Sonja Martin pour partenaires. Mais ce retour sera sans lendemain.
En 2012, un journal suédois retrouve l'actrice devenue gérante d'une boutique. Vivant à Falun avec son mari et ses cinq enfants, elle déclare n'avoir jamais vraiment cherché la célébrité et avoir voulu revenir à son ancienne vie aussi vite que possible.

## Filmographie
- 1984 : Emmanuelle 4 de Francis Leroi et Iris Letans : Emmanuelle
- 1988 : Plaza Real de Herbert Vesely : Annabel

## Photographie
- L'Officiel (États-Unis), août 1980 (couverture)
- Aktueel (Pays-Bas), octobre 1983 (couverture)
- Lui (France), décembre 1983 (couverture)
- VSD, n° 312  la Nouvelle Emmanuelle  (couverture)
- High Society (Allemagne), janvier 1984 (couverture)
- Penthouse (États-Unis), janvier 1984
- Lui (Italie), février 1984 (couverture)
- Film Illustrierte (Allemagne), 1984 (couverture)
- Mia Nygren photobook par Hogara Iketani 80 pages, éditions scholar, 1984 (couverture)
- Albo Blitz (Italie), n°19 1984 (couverture)
- Albo Blitz (Italie), n°41 1984
- Video 7 (France), août 1984 (couverture)
- Playboy (États-Unis), juin 1984 Emmanuelle IV
- Playmen (Italie), novembre 1984
- Playboy (États-Unis), décembre 1984 Sex Stars Of 1984
- Oui (États-Unis), mai 1985 Mona Mia
- High Society (Allemagne), HS n° 1 1985 Special booklet : 100 Weltstars nackt
- Panther (Italie), octobre 1985 (couverture)
- Skorpio (Italie), n°38 1987 (couverture)
- Moviestar (Allemagne), février 1988 (couverture)